# دیلو
دیلو (به انگلیسی: Dillo) یک مرورگر وب برای رایانه‌های ضغیف و قدیمی و همین‌طور برای سامانه‌های توکار است. این مرورگر وب تنها از HTML/XML خالی پشتیبانی می‌کند و زبان‌های اسکریپت‌نویسی به‌کل در آن نادیده گرفته می‌شوند. همچنین از طریق پروتکل HTTP هم از تصاویر پشتیبانی می‌کند. این مرورگر وب برای سیستم‌عامل‌های لینوکس، بی‌اس‌دی، سولاریس، مایکروسافت داس و اواس ده در دسترس است. به خاطر حجم اندکی که این مرورگر دارد، برخی از توزیع‌های لینوکس که سعی دارند حجم اندکی داشته باشند، به استفاده از این مرورگر رو آورده‌اند. دیلو تحت پروانه جی‌پی‌ال عرضه می‌شود و یک نرم‌افزار آزاد است.
خورخه آلراندو سید، یک مهندس نرم‌افزار شیلیایی در اواخر سال ۱۹۹۹ این پروژه را پایه‌ریزی کرد و در دسامبر همان سال هم نخستین نسخه دیلو منتشر شد. هدف اصلی او از ایجاد این پروژه، دموکراتیزه کردن دسترسی به اطلاعات بود. آلراندو سید معتقد بود که هیچ‌کس نباید نیاز به خریدن یک رایانه نو یا نیازمند پرداخت پول به منظور تفریح در وب باشد. برای رسیدن به این هدف، او مرورگر دیلو را توسعه داد که حتی می‌توان آن را بر روی یک پردازنده اینتل ۸۰۴۸۶ و با یک خط اینترنت dial-up هم استفاده کرد. دیلو در ابتدا با زبان برنامه‌نویسی سی و با استفاده از کتابخانه جی‌تی‌کی نوشته شد. نسخه‌های اولیه آن مبتنی بر یک مرورگر قدیمی‌تر به نام آرمادیلو بودند و از این رو نام این مرورگر هم از Armadillo آمده‌است. نسخه ۲ این مرورگر هم به زبان سی و هم به زبان سی++ و همین‌طور با استفاده از کتابخانه FLTK نوشته شد و در ۱۴ اکتبر ۲۰۰۸ عرضه شد.